# Institut national du patrimoine (Tunisie)

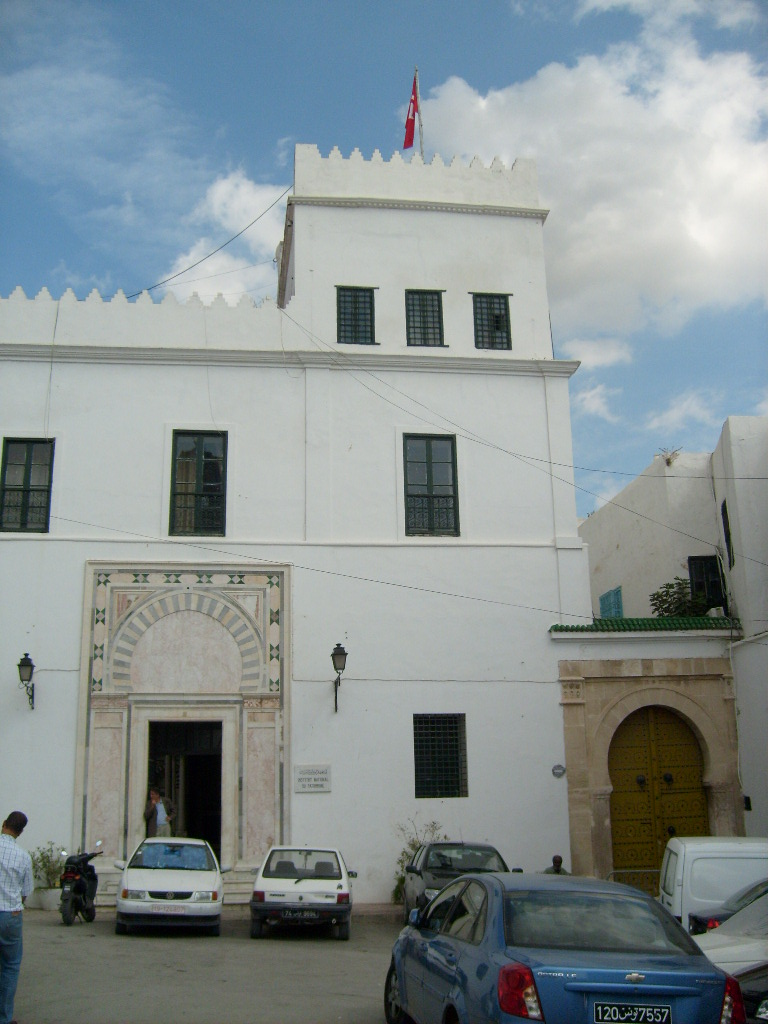
Siège de l'INP dans la médina de Tunis.

Pour les articles homonymes, voir Institut national du patrimoine et INP.
L'Institut national du patrimoine (arabe : المعهد الوطني للتراث) ou INP est un établissement public tunisien à caractère administratif chargé d'établir l'inventaire du patrimoine tunisien, de l'étudier, de le sauvegarder et de le mettre en valeur.

## Histoire
Avec la création en 1885 du Service des antiquités et arts de la Régence débutent les véritables études scientifiques des sites archéologiques. Devenu la Direction des antiquités, il est remplacé par l'Institut national d'archéologie et d'art (INAA) fondé en 1957.
Ce dernier s'installe au Dar Hussein, palais de la médina de Tunis occupant l'emplacement d'un château du XIe siècle, son siège se trouvant plus précisément au numéro 4 de la place du Château. En 1993, il prend le nom d'Institut national du patrimoine.

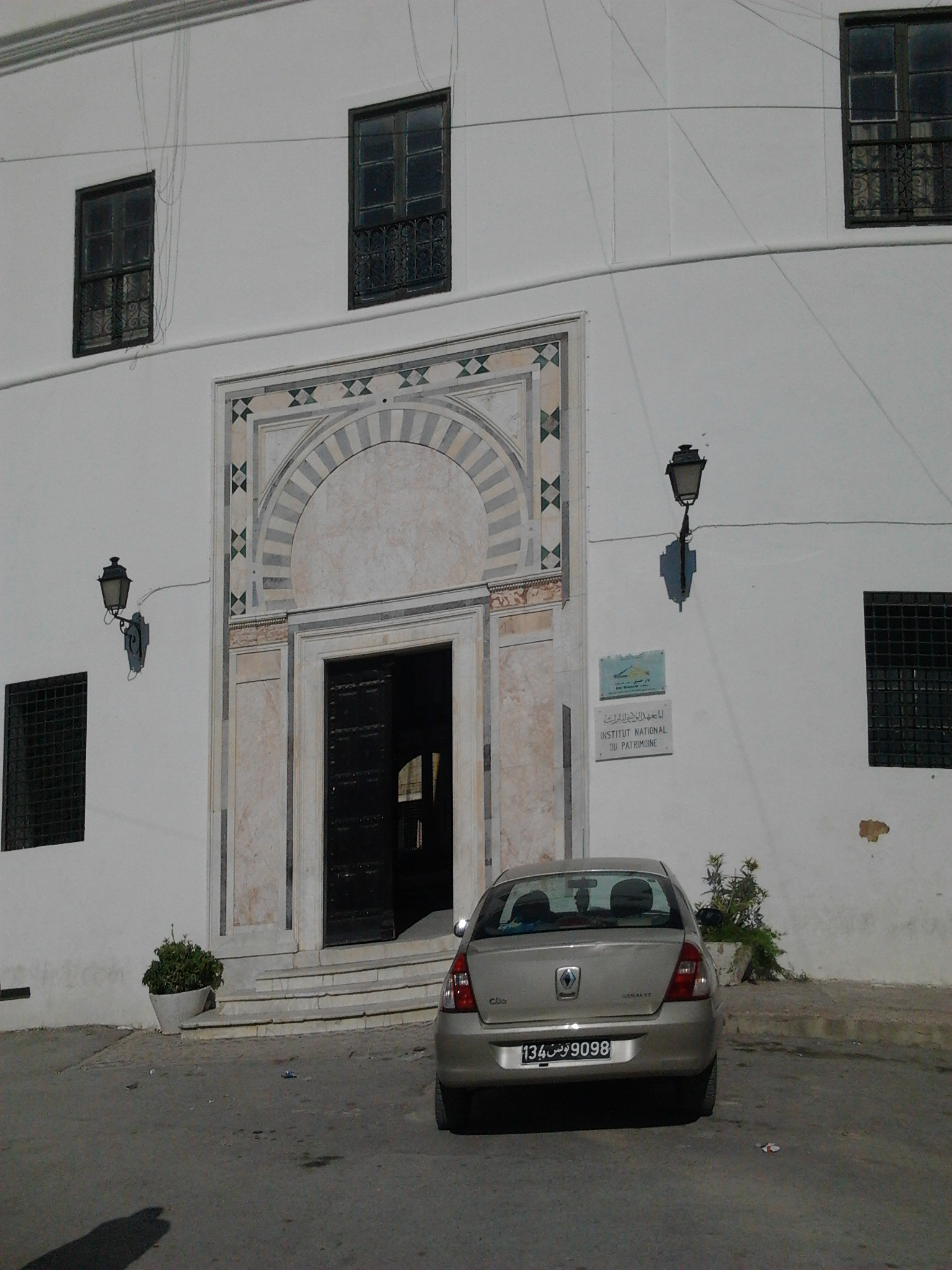
Entrée principale.
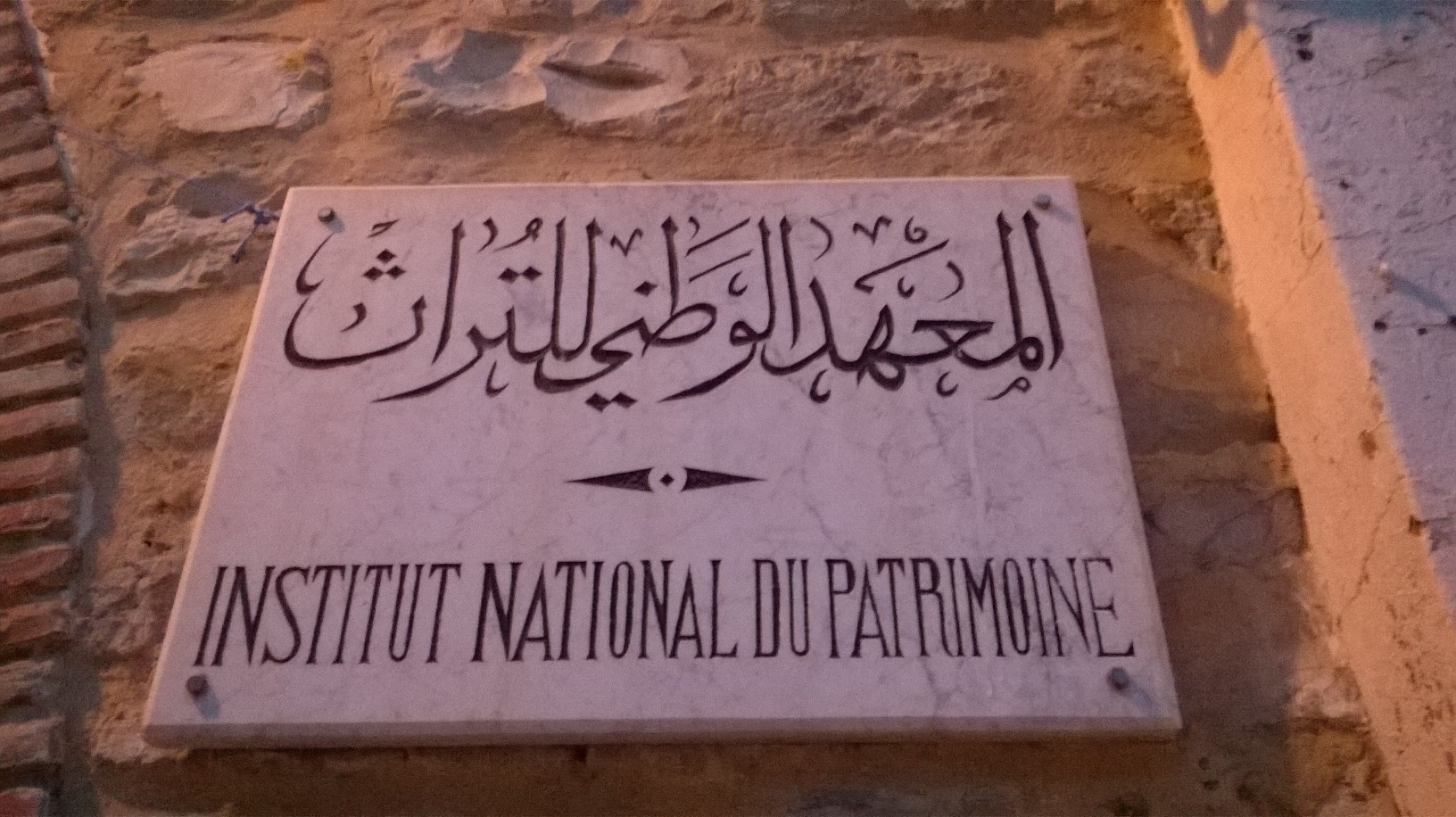
Plaque en marbre indiquant l'Institut national du patrimoine.
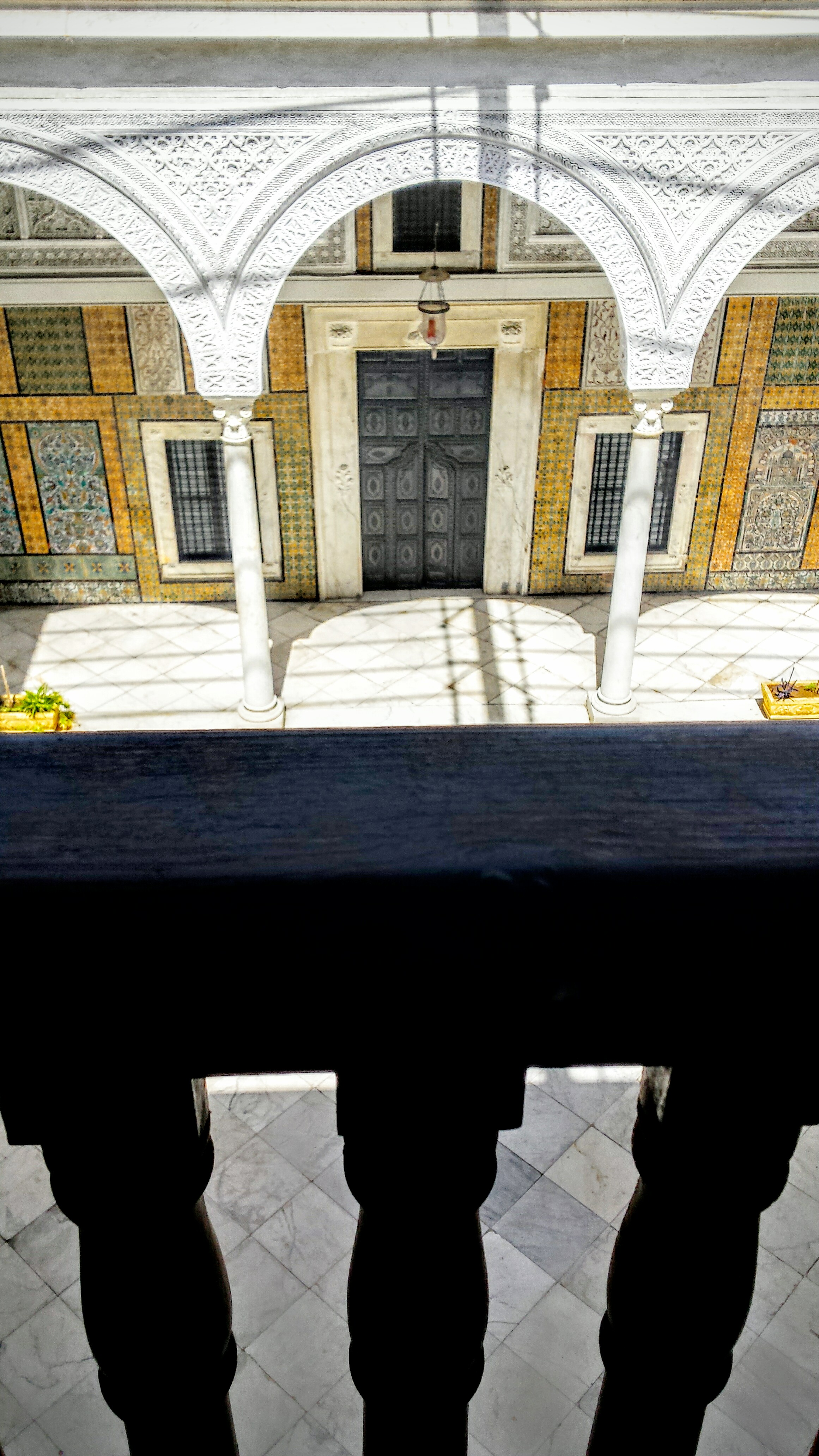
Patio du Dar Hussein.
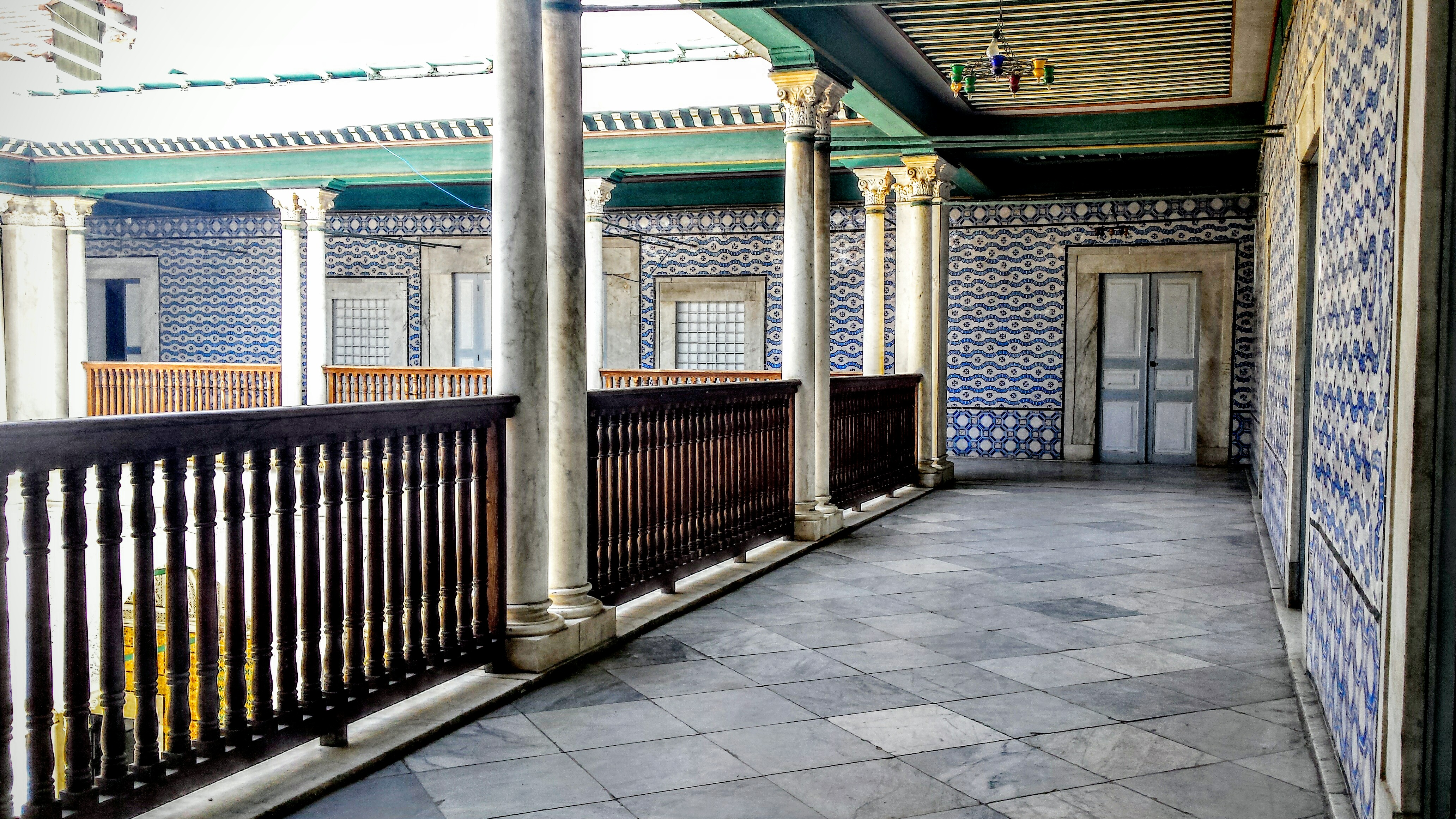
Galerie du premier étage.

## Statut et organisation
L'INP est un établissement public à caractère administratif doté de la personnalité civile et de l'autonomie financière. Il est placé sous la tutelle du ministère de la Culture. Il comporte les divisions suivantes :
- division de la sauvegarde des monuments et des sites ;
- division de l'inventaire général et de la recherche ;
- division de développement muséographique ;
- direction de la programmation, de la coopération, la publication et de la formation ;
- secrétariat général[5].

Il comporte également trois centres scientifiques :
- Centre des sciences et techniques du patrimoine ;
- Centre national de la calligraphie ;
- Laboratoire national de la conservation et la restauration des manuscrits[5].

Six inspections régionales, constituées chacune d'une circonscription territoriale comprenant plusieurs gouvernorats, viennent compléter la structure :
- l'inspection régionale du Nord-Est dont le siège se trouve à Tunis et qui comprend les gouvernorats suivants : Tunis, Ariana, Ben Arous, Zaghouan, Nabeul, Bizerte et La Manouba ;
- l'inspection régionale du Sahel dont le siège se trouve à Sousse et qui comprend les gouvernorats suivants : Sousse, Monastir et Mahdia ;
- l'inspection régionale du Nord-Ouest dont le siège se trouve au Kef et qui comprend les gouvernorats dsuivants : Le Kef, Jendouba, Béja et Siliana ;
- l'inspection régionale du Centre-Ouest dont le siège se trouve à Kairouan et qui comprend les gouvernorats suivants : Kairouan, Sidi Bouzid et Kasserine ;
- l'inspection régionale du Sahel-Sud dont le siège se trouve à Sfax et qui comprend les gouvernorats suivants : Sfax, Gabès, Médenine et Tataouine ;
- l'inspection régionale du Sud-Ouest dont le siège se trouve à Gafsa et qui comprend les gouvernorats suivants : Gafsa, Tozeur et Kébili[5].

## Activités
Les activités de l'INP sont variées et comprennent notamment la recherche (fouilles), l'inventaire (prospection), la restauration, la publication, la création de musées, l'organisation de manifestations, de colloques et de séances scientifiques.

## Direction
- Hassan Hosni Abdelwaheb[6] (1957-1962)
- M'hamed Hassine Fantar (1982-1987)
- Mohamed Béji Ben Mami (2002-?)
- Ahmed Ferjaoui[7] (intérim, 2011-2012)
- Adnène Louhichi[8] (2012-2014)
- Nabil Kallala[9] (2014-2016)
- Fethi Bahri[10] (2016-2017)
- Faouzi Mahfoudh[11] (2017-2023)
- Youssef Lachkham[12] (intérim, 2023)
- Tarek Baccouche[13] (depuis 2023)